# Vuurbuikorganist
De vuurbuikorganist (Euphonia xanthogaster) is een zangvogel uit de familie Fringillidae (vinkachtigen).

## Verspreiding en leefgebied
Deze soort telt 11 ondersoorten:
- E. x. oressinoma: van westelijk Panama tot noordwestelijk Colombia.
- E. x. chocoensis: van oostelijk Panama tot noordwestelijk Ecuador.
- E. x. badissima: noordelijk Colombia en noordwestelijk Venezuela.
- E. x. quitensis: westelijk Ecuador en noordwestelijk Peru.
- E. x. dilutior: zuidoostelijk Colombia en noordoostelijk Peru.
- E. x. cyanonota: westelijk en centraal Brazilië.
- E. x. brunneifrons: zuidoostelijk Peru.
- E. x. ruficeps: westelijk Bolivia.
- E. x. brevirostris: oostelijk Colombia, oostelijk Ecuador en oostelijk Peru.
- E. x. exsul: noordoostelijk Colombia en noordelijk Venezuela.
- E. x. xanthogaster: oostelijk Brazilië.